# Thomas T. Flagler
Thomas Thorn Flagler (* 12. Oktober 1811 in Pleasant Valley, Dutchess County, New York; † 6. September 1897 in Lockport, New York) war ein US-amerikanischer Politiker. Zwischen 1853 und 1857 vertrat er den Bundesstaat New York im US-Repräsentantenhaus.

## Leben
Thomas Flagler besuchte die öffentlichen Schulen seiner Heimat und absolvierte danach eine Lehre im Druckerhandwerk. Bis 1842 arbeitete er in der Zeitungsbranche. Dabei gab er zunächst in Oxford im Chenango County und dann ab 1836 in Lockport jeweils eine Zeitung heraus. Nach 1842 betätigte er sich in der Eisenwarenbranche. Gleichzeitig schlug er als Mitglied der Whig Party eine politische Laufbahn ein. In den Jahren 1842 und 1843 saß er als Abgeordneter in der New York State Assembly; von 1849 bis 1852 war er Kämmerer im Niagara County.
Bei den Kongresswahlen des Jahres 1852 wurde Flagler im 31. Wahlbezirk von New York in das US-Repräsentantenhaus in Washington, D.C. gewählt, wo er am 4. März 1853 die Nachfolge von Frederick S. Martin antrat. Nach einer Wiederwahl als Kandidat der kurzlebigen Opposition Party konnte er bis zum 3. März 1857 zwei Legislaturperioden im Kongress absolvieren. Diese waren von den Ereignissen im Vorfeld des Bürgerkrieges geprägt.
1856 verzichtete Thomas Flagler auf eine weitere Kongresskandidatur. Nach dem Ende seiner Zeit im US-Repräsentantenhaus nahm er seine früheren Tätigkeiten wieder auf. Im Jahr 1860 saß er nochmals im Abgeordnetenhaus seines Staates; zwischen 1867 und 1868 gehörte er einem Verfassungskonvent von New York an. 1859 war er Mitgründer der Firma Holly Manufacturing Co., die Feuerhydranten herstellte. Flagler wurde Präsident dieser und acht weiterer Unternehmen, die auch auf diesem Gebiet tätig waren. Er starb am 6. September 1897 in Lockwood.